# Agustín Canapino
Agustín Hugo Canapino (Arrecifes, 19 januari 1990) is een Argentijns autocoureur.

## Carrière
Canapino had geen eerdere race-ervaring toen hij in 2005 debuteerde in de Renault Megane Cup Argentina, waarin hij in 2007 kampioen werd. Datzelfde jaar debuteerde hij ook in de TC 2000. In 2008 debuteerde hij ook in de Top Race V6 en werd hij kampioen in de TC Pista. In 2010 werd hij kampioen in de Torneo Clausura, in zowel de TC- als de Top Race-klasse. Tussen 2011 en 2017 won hij zes kampioenschappen in de Top Race V6 met een auto van Mercedes-Benz. Tevens behaalde hij in 2016 zijn eerste kampioenschap in de TC 2000 voor het fabrieksteam van Chevrolet. Tussen 2017 en 2019 werd hij driemaal kampioen in de Turismo Carretera voor het familieteam Canapino Sport. In 2018 werd hij tevens uitgeroepen tot Argentijns sportman van het jaar.
In 2019 nam Canapino deel aan de 24 uur van Daytona bij het team Juncos Racing, dat met een Cadillac DPi-V.R deelnam aan de DPi-klasse. Samen met Will Owen, René Binder en Kyle Kaiser eindigde hij in deze klasse als achtste. In 2022 mocht hij voor Juncos een aantal tests uitvoeren voor hun IndyCar Series-team. Deze tests verliepen positief, waarop hij door Juncos werd aangenomen als vaste coureur in 2023.